# Geezer Butler
Terence Michael Joseph Butler, noto come Geezer Butler (Birmingham, 17 luglio 1949), è un bassista e compositore britannico, famoso per la sua militanza nei Black Sabbath.

## Carriera

### Gli inizi
Butler si approccia al basso in giovinezza, influenzato soprattutto dallo stile del suo idolo Jack Bruce dei Cream. Inizialmente studiava per diventare ragioniere, ma la passione per la musica lo fece deviare dal progetto iniziale. Geezer fonda la sua prima band, i Rare Breed, con il compagno di classe John "Ozzy" Osbourne nell'autunno del 1967. Dopo lo scioglimento del gruppo, i due si ritroveranno nelle file del quartetto blues Polka Tulk, insieme al chitarrista Tony Iommi e al batterista Bill Ward. Agli inizi della sua carriera Butler era un chitarrista ritmico, ma già dai tempi dei Polka Tulk, Tony Iommi fa capire di non essere intenzionato a suonare con un altro chitarrista e così Geezer passa al basso, inizialmente costituito dalla sua Fender Telecaster con solo tre corde, le tre più gravi. In seguito il gruppo cambierà nome in Earth e, agli inizi del 1969, venuto a sapere dell'esistenza di una band omonima, decide di cambiare nuovamente il nome in Black Sabbath.

### I Black Sabbath (1969-1983)
Il nome Black Sabbath deriva da una canzone composta da Butler, che a sua volta lo aveva preso dal titolo del film I tre volti della paura (il cui titolo internazionale è appunto Black Sabbath). In quel periodo il bassista era un assiduo lettore del novellista dell'occulto Dennis Wheatley. Ciò si riflette sui testi della band, per la maggior parte realizzati dallo stesso Butler e fortemente ispirati sia dal suo interesse per l'esplorazione dei temi di morte e distruzione ad opera delle arti oscure sia dalla sua passione per il misticismo, la fantascienza, il fantasy e l'horror.

### La carriera solista e il ritorno nei Black Sabbath (1984-2005)
Durante la seconda metà degli anni settanta, la popolarità dei Black Sabbath è in forte calo a causa dell'abbandono del frontman Ozzy Osbourne e, nonostante l'ingresso nel gruppo del cantante Ronnie James Dio, Butler lascia la band nel 1984 per suonare con i The Deviants di Larry Wallis; poi forma la Geezer Butler Band, sciolta senza nessuna pubblicazione ufficiale all'attivo nel 1987, quando il bassista si riunirà ad Ozzy Osbourne per la partecipazione a un EP, un album e il tour in supporto di quest'ultimo.
Butler torna nei Black Sabbath per incidere Dehumanizer nel 1992 e Cross Purposes nel 1994, quindi lascerà nuovamente il gruppo per formare il progetto solista G//Z/R (in seguito rinominato semplicemente "Geezer"), con cui pubblica l'album Plastic Planet nel 1995. Segue nel 1997 l'album Black Science. Nel 1997 si riunisce ai Black Sabbath, ricostituiti in occasione dell'Ozzfest, nella loro formazione originale con Osbourne alla voce. Nel 2005 pubblica il suo terzo album solista Ohmwork.

### Heaven & Hell, Deadland Ritual e ritiro (2006-2023)
Nell'ottobre 2006 viene annunciato che Butler e Tony Iommi riformeranno la formazione dell'era Dehumanizer dei Black Sabbath, con Vinny Appice e Ronnie James Dio, sotto il nome di Heaven & Hell per distinguersi dalla touring band riunita fronteggiata da Osbourne, e la nuova formazione dei Sabbath. Il progetto diede vita a un solo album di inediti e a due album dal vivo, prima di sciogliersi nel 2010 in seguito alla morte di Dio. Butler parteciperà alla reunion dei Black Sabbath con Osbourne e Iommi nel loro ultimo album 13, pubblicato nel 2013, e al relativo tour mondiale nel periodo 2013-2014. Partecipa infine al tour di addio del gruppo, dal 2015 al 2017.
Dal 2018 fa parte del supergruppo Deadland Ritual, comprendente anche Franky Perez, Steve Stevens e Matt Sorum. Pubblicano un album omonimo, promosso da un tour internazionale, prima di sciogliersi alla fine del 2019. Dopo alcune sporadiche apparizioni dal vivo, tra le quali il concerto tributo in memoria di Taylor Hawkins dei Foo Fighters, nel 2023 Butler annuncia il suo ritiro ufficiale dalle scene musicali.

## Stile ed equipaggiamento
Butler è noto per essere stato, già a inizio carriera con i Black Sabbath, uno dei primi bassisti a utilizzare un pedale wah wah con il basso elettrico, cosa evidente nell'introduzione del brano N.I.B. contenuto nel primo album Black Sabbath del 1970. È stato anche tra i primi a utilizzare accordature alternative per il basso (dallo standard EADG al più basso C# F# B E), allo scopo di corrispondere alle tonalità di Tony Iommi, che era solito accordare le sue chitarre in C# (un tono e mezzo più basso). In campo rock è stato, con il suo stile ed il suo sound, fonte di ispirazione per molti futuri bassisti e tutt'oggi è citato come tra gli innovatori nell'uso del basso nell'ambito hard rock/heavy metal.
È endorser della Lakland, azienda statunitense costruttrice di bassi, con la quale ha collaborato alla realizzazione del "Geezer Butler Signature Bass", distribuito sia in configurazione dei pick-up P che P+J; utilizza della stessa azienda i modelli signature Osborn e Glaub.
È anche endorser per i sistemi di amplificazione per basso Hartke e in particolare utilizza testate Kilo Bass e casse AK115 e AK410. In passato si è servito di amplificatori Ampeg ed ha utilizzato bassi Fender, Dan Armstrong Plexi, Rickenbacker, Yamaha BB e Vigier.
Nel 2013 ha collaborato con l'azienda californiana EMG per la realizzazione di una serie di pick-up, la GZR, prodotta sia in configurazione Precision che Precision+Jazz.

## Vita privata
È vegano e sostenitore dei diritti degli animali. È sposato con Gloria Butler, che è stata anche la manager degli Heaven & Hell. Il loro figlio, Biff Butler, è stato il frontman del gruppo nu metal Apartment 26.

## Discografia

### Con i Black Sabbath
- 1970 – Black Sabbath
- 1970 – Paranoid
- 1971 – Master of Reality
- 1972 – Black Sabbath, Vol. 4
- 1973 – Sabbath Bloody Sabbath
- 1975 – Sabotage
- 1976 – Technical Ecstasy
- 1978 – Never Say Die!
- 1980 – Heaven and Hell
- 1981 – Mob Rules
- 1983 – Born Again
- 1992 – Dehumanizer
- 1994 – Cross Purposes
- 2013 – 13

### Con gli Heaven & Hell
- 2009 – The Devil You Know

### Da solista
Demo
- 1985 – Geezer Butler Band - Demo with Jeff Fenholt
- 1986 – Geezer Butler Band - 1986 Demo

Album in studio
- 1995 – G//Z/R - Plastic Planet
- 1997 – Geezer - Black Science
- 2005 – GZR - Ohmwork

### Con i Deadland Ritual
Album in studio
- 2019 – Deadland Ritual

### Collaborazioni
- 1989 – AA.VV. – Stairway to Heaven/Highway to Hell (basso in Purple Haze di Ozzy Osbourne)
- 1993 – Ozzy Osbourne – Live & Loud (basso nel brano Black Sabbath)
- 1994 – AA.VV. – Nativity in Black - A Tribute To Black Sabbath (basso in The Wizard dei Bullring Brummies)
- 1995 – Ozzy Osbourne – Just Say Ozzy (basso)
- 1995 – Ozzy Osbourne – Ozzmosis (basso)
- 1997 – Ozzy Osbourne – The Ozzman Cometh (basso nel brano Back on Earth)
- 2005 – Ozzy Osbourne – Prince of Darkness (basso in Won't Be Coming Home (S.I.N.) (Demo))
- 2013 – Device - Device (basso in Out of Line)